# Ozarba amazonia
Ozarba amazonia är en fjärilsart som beskrevs av W. Warren 1889. Ozarba amazonia ingår i släktet Ozarba och familjen nattflyn. Inga underarter finns listade i Catalogue of Life.